# Shimukappu
Shimukappu (占冠村?) è un villaggio giapponese della prefettura di Hokkaidō.